# Рыбальченко, Василий Ефремович
Василий Ефремович Рыбальченко (6 октября 1929 года, хутор Красный Скотовод, Пролетарский район, Ростовская область — 15 марта 2008 года, Пролетарский район, Ростовская область) — тракторист-машинист овцесовхоза «Степной» Пролетарского района. Герой Социалистического Труда (1975), награждён орденом Трудового Красного Знамени (1973).

## Биография
Родился Василий Ефремович 6 октября 1929 года в хуторе Красный Скотовод Пролетарского района Ростовской области в крестьянской семье, его отец Ефрем Александрович работал скотником, мама Акулина Карповна была дояркой. Работать начал с двенадцати лет., в 1943 году был конюхом, а после освобождения хутора Красный Скотовод от фашистов, Василий Рыбальченко участвовал в первой уборке урожая зерна, выполнял тяжёлый труд, техники не было, работы по сельскому хозяйству проводились на волах и лошадях. Только в 1945 году появились тракторы и он работал прицепщиком, затем учился на курсах трактористов, которые окончил в 1946 году и стал работать на гусеничном тракторе ДТ-54.
В 1950-е годы колхоз «Путь социализма» присоединился к овцесовхозу «Пролетарский», где Василий Ефремович работал бригадиром тракторно-полеводческой бригады, затем до 1980 года он работал в совхозе «Степной» механизатором.
В 1974 году Рыбальченко получил переходящий приз имени Афанасия Васильевича Щербинского и был удостоен звания «Чемпион уборки урожая на Дону в 1974 году» с занесением в Книгу трудовой славы девятой пятилетки.
За высокие результаты и проявленную трудовую доблесть в досрочном выполнении заданий девятой пятилетки в 1975 году Василий Ефремович Рыбальченко был удостоен звания Героя Социалистического Труда с вручением ордена Ленина и золотой медали «Серп и Молот».
В 1980 году по состоянию здоровья Василий Ефремович оставил комбайн и долгие годы работал инженером по сельскохозяйственным машинам в районной сельхозтехнике.
Скончался 15 марта 2008 года в Пролетарском районе в Ростовской области.

## Награды
- Герой Социалистического Труда (1975);
- Орден Ленина (1975);
- Орден Трудового Красного Знамени (1973);
- Медали.